# Yoshiki (X Japan)
Yoshiki (林 佳樹, Hayashi Yoshiki, n. 20 noiembrie 1965 în Tateyama, Japonia) este un compozitor și producător japonez, pianist și baterist al grupului X Japan.

## Discografie
- 背徳の瞳 [Haitoku No Hitomi] ~Eyes Of Venus~ / Virginity  "V2" (1992.1.18)
- Amethyst (1993.11.3)
- 今を抱きしめて [Ima Wo Dakishimete]  "Noa" (1993.11.3)
- Rain  "Glay" (1994.5.25)
- Foreign Sand  "Roger Taylor" (1994.6.1)
- Moment  "Hideki Saijo" (1997.8.6)
- Begin  "Shoko Kitano" (1998.6.23)
- 薔薇と緑 [Bara To Midori]  "Shoko Kitano" (1998.10.28)
- 深紅の花 [Shinku No Hana]  "Shizuka Kudo" (2000.11.8)
- Seize The Light  "Globe" (2002.11.27)
- I'll Be Your Love  "Dahlia" (2003.10.29)
- Scorpio  "The Trax" (2004.12.15)
- Rhapsody  "The Trax" (2005.4.20)
- Sex and Religion  "Violet UK" (2005.12.19)

1. ↑  Japan’s Rock Legend Yoshiki Rocks Classical Charts Worldwide (în engleză), Tokyo Journal[*], accesat în 6 octombrie 2017
2. ↑  Yoshiki Receives Japan's Medal of Honor With Dark Blue Ribbon Award (în engleză), Anime News Network, accesat în 23 decembrie 2021